# Grieks voetbalelftal in 2010
Het Grieks voetbalelftal speelde in totaal twaalf interlands in het jaar 2010, waaronder drie wedstrijden bij de WK-eindronde 2010 in Zuid-Afrika. De ploeg stond onder leiding van Otto Rehhagel. De Duitser zwaaide af na het WK en werd opgevolgd door de Portugees Fernando Santos. Op de FIFA-wereldranglijst steeg Griekenland in 2010 van de dertiende (januari 2010) naar de elfde plaats (december 2010). Drie spelers kwamen in alle twaalf duels in actie: verdediger Avraam Papadopoulos, middenvelder Kostas Katsouranis en aanvaller Georgios Samaras.

## Balans
| Wedstrijden | Wedstrijden | Wedstrijden | Wedstrijden | Doelpunten | Doelpunten | Doelpunten | Punten |
| Gespeeld    | Winst       | Gelijk      | Verlies     | Voor       | Tegen      | Saldo      | Punten |
| ----------- | ----------- | ----------- | ----------- | ---------- | ---------- | ---------- | ------ |
| 12          | 5           | 3           | 4           | 11         | 14         | –3         | 1.083  |

## Interlands
|                                                              |             |                                     |         |                                                                                      |
| 3 maart Vriendschappelijk № 496 «onderlinge duels» 16:00 uur | Griekenland | 0 – 2                               | Senegal | Panthessalikostadion, Volos Toeschouwers: 10.000 Scheidsrechter: Damir Skomina (SLO) |
| 3 maart Vriendschappelijk № 496 «onderlinge duels» 16:00 uur |             | 71' Mamadou Niang 80' Guirane N'Daw |         | Panthessalikostadion, Volos Toeschouwers: 10.000 Scheidsrechter: Damir Skomina (SLO) |

|                                                             |                                              |       |                      |                                                                                        |
| 25 mei Vriendschappelijk № 497 «onderlinge duels» 20:00 uur | Griekenland                                  | 2 – 2 | Noord-Korea          | Cashpoint Arena, Altach Toeschouwers: 3.000 Scheidsrechter: Robert Schörgenhofer (AUT) |
| 25 mei Vriendschappelijk № 497 «onderlinge duels» 20:00 uur | Kostas Katsouranis 2' Angelos Charisteas 48' |       | 24', 51' Jong Tae-se | Cashpoint Arena, Altach Toeschouwers: 3.000 Scheidsrechter: Robert Schörgenhofer (AUT) |

|                                                             |             |                                   |          |                                                                                               |
| 2 juni Vriendschappelijk № 498 «onderlinge duels» 19:00 uur | Griekenland | 0 – 2                             | Paraguay | Stadion Schützenwiese, Winterthur Toeschouwers: 5.200 Scheidsrechter: Claudio Circhetta (SUI) |
| 2 juni Vriendschappelijk № 498 «onderlinge duels» 19:00 uur |             | 9' Enrique Vera 25' Lucas Barrios |          | Stadion Schützenwiese, Winterthur Toeschouwers: 5.200 Scheidsrechter: Claudio Circhetta (SUI) |

| WK voetbal 2010 |
| --------------- |

|                                                                 |                                  |           |             | |
| 12 juni WK-eindronde Groep B № 499 «onderlinge duels» 13:30 uur | Zuid-Korea                       | 2 – 0     | Griekenland | Nelson Mandelabaai Stadion, Port Elizabeth Toeschouwers: 31.513 Scheidsrechter: Michael Hester (NZL) |
| 12 juni WK-eindronde Groep B № 499 «onderlinge duels» 13:30 uur | Lee Jung-soo 7' Park Ji-sung 53' | (details) |             | Nelson Mandelabaai Stadion, Port Elizabeth Toeschouwers: 31.513 Scheidsrechter: Michael Hester (NZL) |

|                                                                 |                                                |           |               |                                                                                     |
| 17 juni WK-eindronde Groep B № 500 «onderlinge duels» 16:00 uur | Griekenland                                    | 2 – 1     | Nigeria       | Vrystaatstadion, Bloemfontein Toeschouwers: 31.593 Scheidsrechter: Óscar Ruiz (COL) |
| 17 juni WK-eindronde Groep B № 500 «onderlinge duels» 16:00 uur | Dimitrios Salpigidis 44' Vasilis Torosidis 71' | (details) | 16' Kalu Uche | Vrystaatstadion, Bloemfontein Toeschouwers: 31.593 Scheidsrechter: Óscar Ruiz (COL) |

|                                                                 |             |           |                                          |                                                                                            |
| 22 juni WK-eindronde Groep B № 501 «onderlinge duels» 20:30 uur | Griekenland | 0 – 2     | Argentinië                               | Peter Mokaba Stadion, Polokwane Toeschouwers: 35.000 Scheidsrechter: Ravshan Irmatov (UZB) |
| 22 juni WK-eindronde Groep B № 501 «onderlinge duels» 20:30 uur |             | (details) | 77' Martín Demichelis 89' Martín Palermo | Peter Mokaba Stadion, Polokwane Toeschouwers: 35.000 Scheidsrechter: Ravshan Irmatov (UZB) |

|  |  |  |  |  |  |  |  |  |

|                                                                  |        |                          |             |                                                                                         |
| 11 augustus Vriendschappelijk № 502 «onderlinge duels» 20:30 uur | Servië | 0 – 1                    | Griekenland | Stadion Partizan, Belgrado Toeschouwers: 10.000 Scheidsrechter: Fernando Teixeira (ESP) |
| 11 augustus Vriendschappelijk № 502 «onderlinge duels» 20:30 uur |        | 45' Dimitrios Salpigidis |             | Stadion Partizan, Belgrado Toeschouwers: 10.000 Scheidsrechter: Fernando Teixeira (ESP) |

|                                                                        |                       |       |                         | |
| 3 september EK-kwalificatie groep F № 503 «onderlinge duels» 20:45 uur | Griekenland           | 1 – 1 | Georgië                 | Georgios Karaiskákis Stadion, Piraeus Toeschouwers: 14.794 Scheidsrechter: Carlos Clos Gómez (ESP) |
| 3 september EK-kwalificatie groep F № 503 «onderlinge duels» 20:45 uur | Nikos Spiropoulos 72' |       | 3' Vladimir Dvalisjvili | Georgios Karaiskákis Stadion, Piraeus Toeschouwers: 14.794 Scheidsrechter: Carlos Clos Gómez (ESP) |

|                                                                        |         |       |             |                                                                                    |
| 7 september EK-kwalificatie Groep F № 504 «onderlinge duels» 20:30 uur | Kroatië | 0 – 0 | Griekenland | Maksimirstadion, Zagreb Toeschouwers: 24.399 Scheidsrechter: Claus Bo Larsen (DEN) |
| 7 september EK-kwalificatie Groep F № 504 «onderlinge duels» 20:30 uur |         |       |             | Maksimirstadion, Zagreb Toeschouwers: 24.399 Scheidsrechter: Claus Bo Larsen (DEN) |

|                                                              |                       |       |         |                                                                                                 |
| 8 oktober EK-kwalificatie № 505 «onderlinge duels» 19:45 uur | Griekenland           | 1 – 0 | Letland | Georgios Karaiskákis Stadion, Piraeus Toeschouwers: 13.520 Scheidsrechter: Antonio Damato (ITA) |
| 8 oktober EK-kwalificatie № 505 «onderlinge duels» 19:45 uur | Vasilis Torosidis 58' |       |         | Georgios Karaiskákis Stadion, Piraeus Toeschouwers: 13.520 Scheidsrechter: Antonio Damato (ITA) |

|                                                               |                                                        |       |                   |                                                                                                 |
| 12 oktober EK-kwalificatie № 506 «onderlinge duels» 19:45 uur | Griekenland                                            | 2 – 1 | Israël            | Georgios Karaiskákis Stadion, Piraeus Toeschouwers: 16.935 Scheidsrechter: Martin Hansson (SWE) |
| 12 oktober EK-kwalificatie № 506 «onderlinge duels» 19:45 uur | Dimitrios Salpigidis 22' Giorgos Karagounis 63' (pen.) |       | 59' Itay Shechter | Georgios Karaiskákis Stadion, Piraeus Toeschouwers: 16.935 Scheidsrechter: Martin Hansson (SWE) |

|                                                                  |                     |       |                                          |                                                                                     |
| 17 november Vriendschappelijk № 507 «onderlinge duels» 20:30 uur | Oostenrijk          | 1 – 2 | Griekenland                              | Ernst Happel Stadion, Wenen Toeschouwers: 16.200 Scheidsrechter: Sascha Kever (SUI) |
| 17 november Vriendschappelijk № 507 «onderlinge duels» 20:30 uur | Christian Fuchs 67' |       | 49' Georgios Samaras 81' Giorgos Fotakis | Ernst Happel Stadion, Wenen Toeschouwers: 16.200 Scheidsrechter: Sascha Kever (SUI) |

## FIFA-wereldranglijst
| JAN | FEB | MAR | APR | MEI | JUN | JUL | AUG | SEP | OKT | NOV | DEC |
| --- | --- | --- | --- | --- | --- | --- | --- | --- | --- | --- | --- |
| 13  | 12  | 11  | 12  | 13  | 13  | 12  | 12  | 12  | 12  | 11  | 11  |

## Statistieken
| Alexandros Tzorvas         | 1982-08-12 | Panathinaikos       | 6  | 1 | 0 |
| Michalis Sifakis           | 1984-09-09 | Aris Thessaloniki   | 6  | 0 | 0 |
| Kostas Chalkias            | 1974-05-30 | PAOK Saloniki       | 0  | 1 | 0 |
| Verdediging                |            |                     |    |   |   |
| Avraam Papadopoulos        | 1984-12-03 | Olympiakos Piraeus  | 9  | 3 | 0 |
| Vasilis Torosidis          | 1985-06-10 | Olympiakos Piraeus  | 9  | 0 | 2 |
| Loukas Vyntra              | 1981-02-05 | Panathinaikos       | 8  | 2 | 0 |
| Sokratis Papastathopoulos  | 1988-06-09 | AC Milan            | 8  | 0 | 0 |
| Sotirios Kyrgiakos         | 1979-07-23 | Liverpool FC        | 6  | 0 | 0 |
| Nikos Spyropoulos          | 1983-10-10 | Panathinaikos       | 5  | 2 | 1 |
| Giourkas Seitaridis        | 1981-06-04 | Panathinaikos       | 3  | 2 | 0 |
| Vangelis Moras             | 1981-08-26 | Bologna FC          | 3  | 0 | 0 |
| Giorgos Tzavelas           | 1987-11-26 | Eintracht Frankfurt | 3  | 0 | 0 |
| Christos Patsatzoglou      | 1979-03-19 | PAS Giannina        | 0  | 4 | 0 |
| Giannis Maniatis           | 1986-10-12 | Olympiakos Piraeus  | 0  | 2 | 0 |
| Stergos Marinos            | 1987-09-17 | Panathinaikos       | 0  | 1 | 0 |
| Middenveld                 |            |                     |    |   |   |
| Kostas Katsouranis         | 1979-06-21 | Panathinaikos       | 12 | 0 | 1 |
| Giorgos Karagounis         | 1977-03-06 | Panathinaikos       | 11 | 1 | 1 |
| Alexandros Tziolis         | 1985-02-13 | Racing Santander    | 8  | 0 | 0 |
| Sotiris Ninis              | 1990-04-03 | Panathinaikos       | 4  | 4 | 0 |
| Pantelis Kafes             | 1978-06-24 | AEK Athene          | 1  | 3 | 0 |
| Lazaros Christodoulopoulos | 1986-12-19 | Panathinaikos       | 1  | 1 | 0 |
| Panagiotis Kone            | 1987-07-26 | Brescia             | 1  | 0 | 0 |
| Giannis Fetfatzidis        | 1990-12-21 | Olympiakos Piraeus  | 0  | 3 | 0 |
| Grigoris Makos             | 1987-01-18 | AEK Athene          | 0  | 2 | 0 |
| Giorgos Fotakis            | 1981-10-29 | PAOK Saloniki       | 0  | 1 | 1 |
| Giannis Papadopoulos       | 1989-03-09 | Olympiakos Piraeus  | 0  | 1 | 0 |
| Aanval                     |            |                     |    |   |   |
| Georgios Samaras           | 1985-02-21 | Celtic              | 11 | 1 | 1 |
| Dimitrios Salpigidis       | 1981-08-18 | PAOK Saloniki       | 8  | 3 | 3 |
| Fanis Gekas                | 1980-05-23 | Eintracht Frankfurt | 4  | 3 | 0 |
| Angelos Charisteas         | 1980-02-09 | Schalke 04          | 2  | 2 | 1 |
| Pantelis Kapetanos         | 1983-06-08 | CFR Cluj            | 2  | 2 | 0 |
| Kostas Mitroglou           | 1988-03-12 | Panionios           | 1  | 2 | 0 |
| Giorgos Georgiadis         | 1987-11-14 | MGS Panserraikos    | 0  | 1 | 0 |

EPO · A-internationals · Bondscoaches · Selecties · Grieks vrouwenelftal · Olympisch elftal · Griekenland U21 · Griekenland U20 · Griekenland U19 · Griekenland U18 · Griekenland U17 · Griekenland U16
1920 – 1929 ·
1930 – 1939 ·
1940 – 1949 ·
1950 – 1959 ·
1960 – 1969 ·
1970 – 1979 ·
1980 – 1989 ·
1990 – 1999 ·
2000 – 2009 ·
2010 – 2019 ·
2020 − 2029
EK 1980 · 
EK 2004 · 
EK 2008 · 
EK 2012
WK 1994 · 
WK 2010 · 
WK 2014
OS 1920 · 
OS 1952 · 
OS 2004
1920 · 
1921–1928 · 
1929 · 
1930 · 
1931 · 
1932 · 
1933 · 
1934 · 
1935 · 
1936 · 
1937 · 
1938 · 
1939–1947 · 
1948 · 
1949 · 
1950 · 
1952 · 
1952 · 
1953 · 
1954 · 
1955 · 
1956 · 
1957 · 
1958 · 
1959 · 
1960 · 
1961 · 
1962 · 
1963 · 
1964 · 
1965 · 
1966 · 
1967 · 
1968 · 
1969 · 
1970 · 
1971 · 
1972 · 
1973 · 
1974 · 
1975 · 
1976 · 
1977 · 
1978 · 
1979 · 
1980 · 
1981 · 
1982 · 
1983 · 
1984 · 
1985 · 
1986 · 
1987 · 
1988 · 
1989 · 
1990 · 
1991 ·
1992 · 
1993 · 
1994 · 
1995 · 
1996 · 
1997 · 
1998 · 
1999 · 
2000 · 
2001 · 
2002 · 
2003 · 
2004 · 
2005 · 
2006 · 
2007 · 
2008 · 
2009 · 
2010 · 
2011 · 
2012 · 
2013 · 
2014 · 
2015 · 
2016 · 
2017 · 
2018 ·
2019 ·
2020 ·
2021 ·
2022 ·
2023
Albanië ·
Argentinië ·
Armenië ·
Australië ·
België ·
Bolivia ·
Bosnië en Herzegovina ·
Brazilië ·
Bulgarije ·
Canada ·
Chili ·
Colombia ·
Costa Rica ·
Cyprus ·
Denemarken ·
DDR · 
Duitsland ·
Ecuador · 
Egypte ·
El Salvador ·
Engeland ·
Estland ·
Ethiopië ·
Faeröer ·
Finland ·
Frankrijk ·
Georgië ·
Ghana ·
Gibraltar ·
Honduras ·
Hongarije ·
Ierland ·
IJsland ·
Israël ·
Italië ·
Ivoorkust ·
Japan ·
Joegoslavië ·
Kameroen ·
Kazachstan ·
Kosovo ·
Kroatië ·
Letland ·
Libië ·
Liechtenstein ·
Litouwen ·
Luxemburg ·
Malta ·
Marokko ·
Mexico ·
Moldavië ·
Montenegro ·
Nederland ·
Nieuw-Zeeland ·
Nigeria ·
Noord-Ierland ·
Noord-Korea · 
Noorwegen ·
Oekraïne ·
Oostenrijk ·
Palestina ·
Paraguay · 
Polen ·
Portugal ·
Qatar ·
Roemenië ·
Rusland ·
San Marino ·
Saoedi-Arabië · 
Schotland ·
Senegal · 
Servië · 
Slovenië ·
Slowakije ·
Sovjet-Unie ·
Spanje ·
Syrië ·
Tsjechië ·
Tsjecho-Slowakije ·
Turkije ·
Verenigde Staten ·
Wales ·
Wit-Rusland · 
Zuid-Korea ·
Zweden ·
Zwitserland
Colombia (2014) · 
Costa Rica (2014) · 
Duitsland (2012) · 
Ivoorkust (2014) · 
Japan (2014) ·
Polen (2012) ·
Portugal (2004, 2) · 
Rusland (2008) ·
Rusland (2012) ·
Spanje (2008) ·
Tsjechië (2012) ·
Zuid-Korea (2010) ·
Zweden (2008)